# گویش بندری
گویش بندری یا گویش هرمزگانی گویشی از زبان فارسی است که خالصی بسیاری دارد و بازمانده از فارسی میانه است که در استان هرمزگان به آن گفتگو می‌کنند. به دلیل رواج روابط بازرگانی بسیار در بندر عباس و استان هرمزگان شماری از واژه‌های اروپایی - پَچ:وصله پینه، تکه (انگلیسی میانه) - تُماته: گوجه فرنگی، انگلیسی (اسپانیایی، مکزیکی) - جوتی: کفش (هندی اردو) - جیک: تاب (دادن) جنبش (انگلیسی) - لیسی: نوعی روسری یا دستمال که زنان روی سر قرار می‌دهند/ انگلیسی (فرانسوی باستان) و عربی نیز در آن دیده می‌شود.

## نمونه‌های از واژگان گویش هرمزگانی
| گویش هرمزگانی   | فارسی معیار       |
| --------------- | ----------------- |
| پِشترون          | قدیما، پیشترها    |
| گرگ             | گرگ               |
| شو              | شوهر              |
| بَپ              | پدر               |
| مُم              | مادر              |
| کَفت             | افتاد             |
| بایی            | پدر بزرگ          |
| بی بی           | مادر بزرگ         |
| چوک             | پسر               |
| خالو            | دایی              |
| مال کَم محله ای؟ | اهل کدام محله ای؟ |
| بِی‌چه ووستادی؟   | برای چه ایستادی؟  |
| خاش             | خوش               |
| خاشی؟           | خوبی؟             |
| اتی پَلو ما؟     | پیش ما میای؟      |
| اَخاری / اَخُری؟   | می‌خوری؟           |

| فارسی   | بندری   | کوهمره‌ای  | اچمی      |
| ------- | ------- | --------- | --------- |
| خورده‌ام | اُم‌خاردِن | اُم‌خَردِن    | ام‌خَردِه    |
| برده‌اند | شُبُردُن   | شوبُردِن    | شُبُردِه     |
| آمده‌است | هُندِن    | اَندِه/اَندِن | اُندِه/اُندِن |
| بده     | هادَه    | هاذِه      | هادِه      |